# Jacque Mercer
Jaque Mercer (Litchfield Park, 7 gennaio 1931 – 2 febbraio 1982) è stata una modella statunitense, eletta Miss Arizona ed in seguito Miss America 1949.
Laureatasi presso l'università statale dell'Arizona, fra i suoi antenati si annoverano il presidente degli Stati Uniti d'America James Polk e l'esploratore Daniel Boone.
Dopo la vittoria del titolo, Jaque Mercer lavorò come insegnante, sposò il giocatore di football americano Dick Curran e con lui ebbe due figli, Richard Jr. e Shannon. Mercer ed il marito in seguito avviarono varie attività.
A lei fa riferimento in più occasioni (utilizzando il titolo e, una volta, il nome vero e proprio) lo scrittore Philip Roth nel romanzo Pastorale americana.